# Маріо Шельба
Маріо Шельба (італ. Mario Scelba; 5 вересня 1901, Кальтаджіроне — 29 листопада 1991, Рим) — італійський політик і державний діяч, 33-й прем'єр-міністр Італійської Республіки з 10 лютого 1954 року по 2 липня 1955 року.

## Біографія
Вивчав право в місті Римі, а по закінченні юрфаку в 1921 році посів чільне місце в Італійській народної партії (італ. Partito Popolare Italiano). Після того, як ця політична партія була заборонена, Маріо Шельба зайнявся в столиці адвокатської практикою.
Після початку Другої світової війни, ратував за відновлення народної партії і незабаром партія з'явилася під новою назвою Християнсько-демократична партія, і він став у ній членом президії і відповідав за політичні питання та питання відносин із засобами масової інформації.
В 1945 році був обраний до Національної ради. У тому ж році займає посаду міністра внутрішніх справ.
У лютому 1954 сформував і очолив власний кабінет міністрів, до складу якого увійшли християнські демократи, ліберали і соціал-демократи. Створений ним уряд протримався при владі півтора року.
З липня 1960 по лютий 1962 року був знову виконував обов'язки міністра внутрішніх справ республіки.
В 1969–1971 роках був головою Європейського парламенту.
Помер 29 листопада 1991 в Римі. На його похороні було присутнє практично все вище керівництво партії Християнських демократів.